# Enrique de Antioquía
Enrique de Antioquía (1198/1217 -Tiro, 18/27 de junio de 1276), conocido alternativamente como Henri de Poitiers o Enrique de Poitiers, fue un noble del Oriente latino que gobernó el Reino de Jerusalén desde 1263 hasta 1264. Fue nombrado bailli por su esposa, Isabel de Chipre, quien ejerció la regencia en nombre de su sobrino el rey Hugo II de Chipre .

## Vida
Era hijo de Bohemundo IV de Antioquía, príncipe de Antioquía y su primera esposa Plasencia Embriaco de Giblet.
En 1233 Enrique se casó con Isabel de Antioquía, hija de Hugo I de Chipre y Alicia de Champaña, que en 1263, fue nombrada regente de Jerusalén  y, a su vez designó a Enrique bailío del reino.
Enrique e Isabel tuvieron dos hijos:
- Hugo III de Chipre (1235-1284), también Hugo I de Jerusalén.[3]
- Margarita de Antioquía (aprox. 1244-1308), casada en 1268 con Juan de Montfort pero no tuvieron hijos. Después se convirtió en una monja en Chipre, y fue enterrada en Nicosia.

Sus hijos adoptaron el apellido materno de «de Lusignan», fundando la Segunda Casa de Lusignan.
Enrique se ahogó en el mar frente a Tiro en junio de 1276 mientras navegaba hacia Trípoli en un barco alemán.  Su cuerpo fue recuperado y, después de la muerte de Hugo III, ambos fueron devueltos a Nicosia para ser enterrados.